# Лыжные гонки

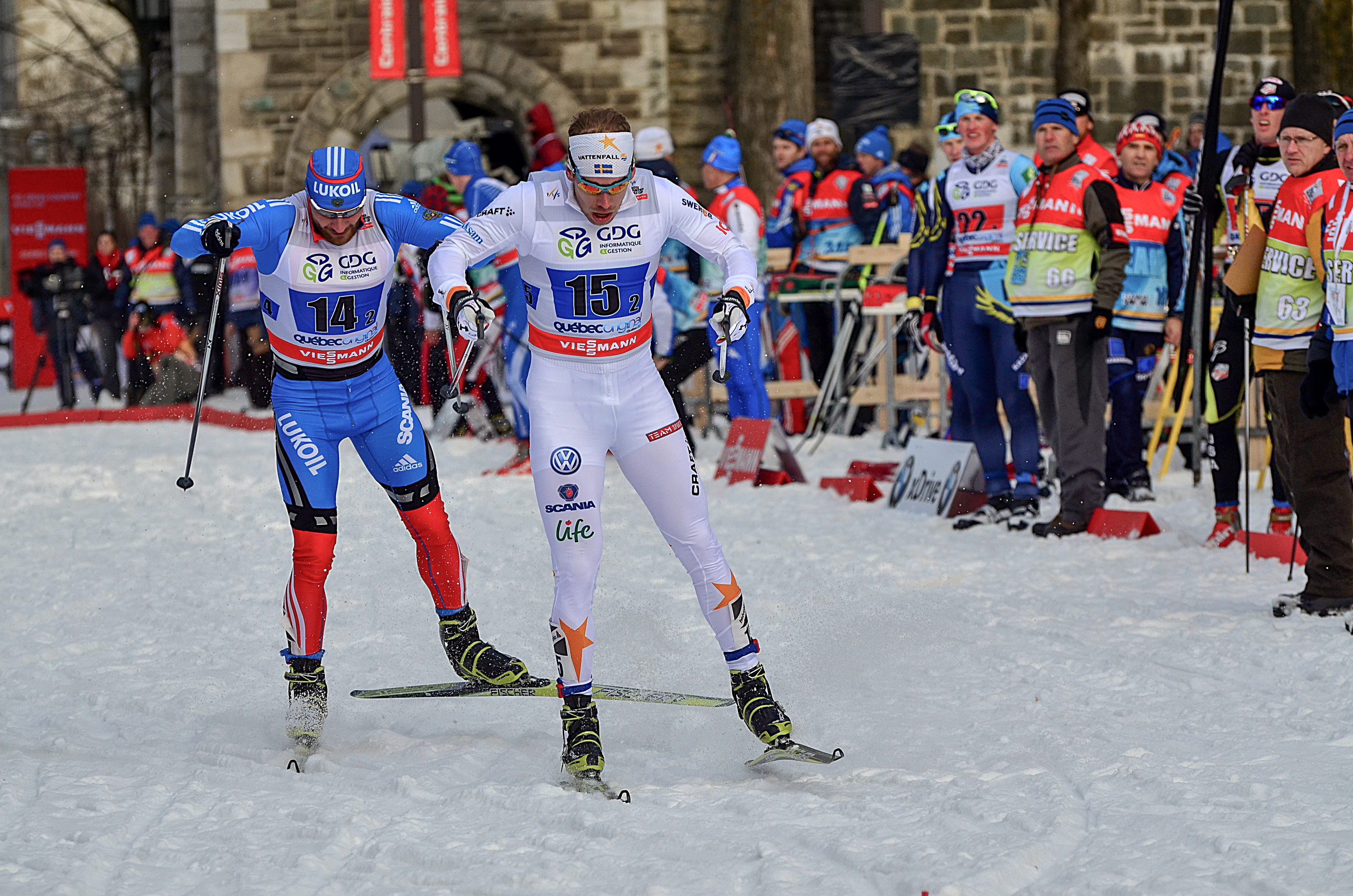
Эмиль Йёнссон (Швеция) и Алексей Петухов (Россия) на спринтерской гонке этапа кубка мира по лыжным гонкам 2012/2013 в Квебеке

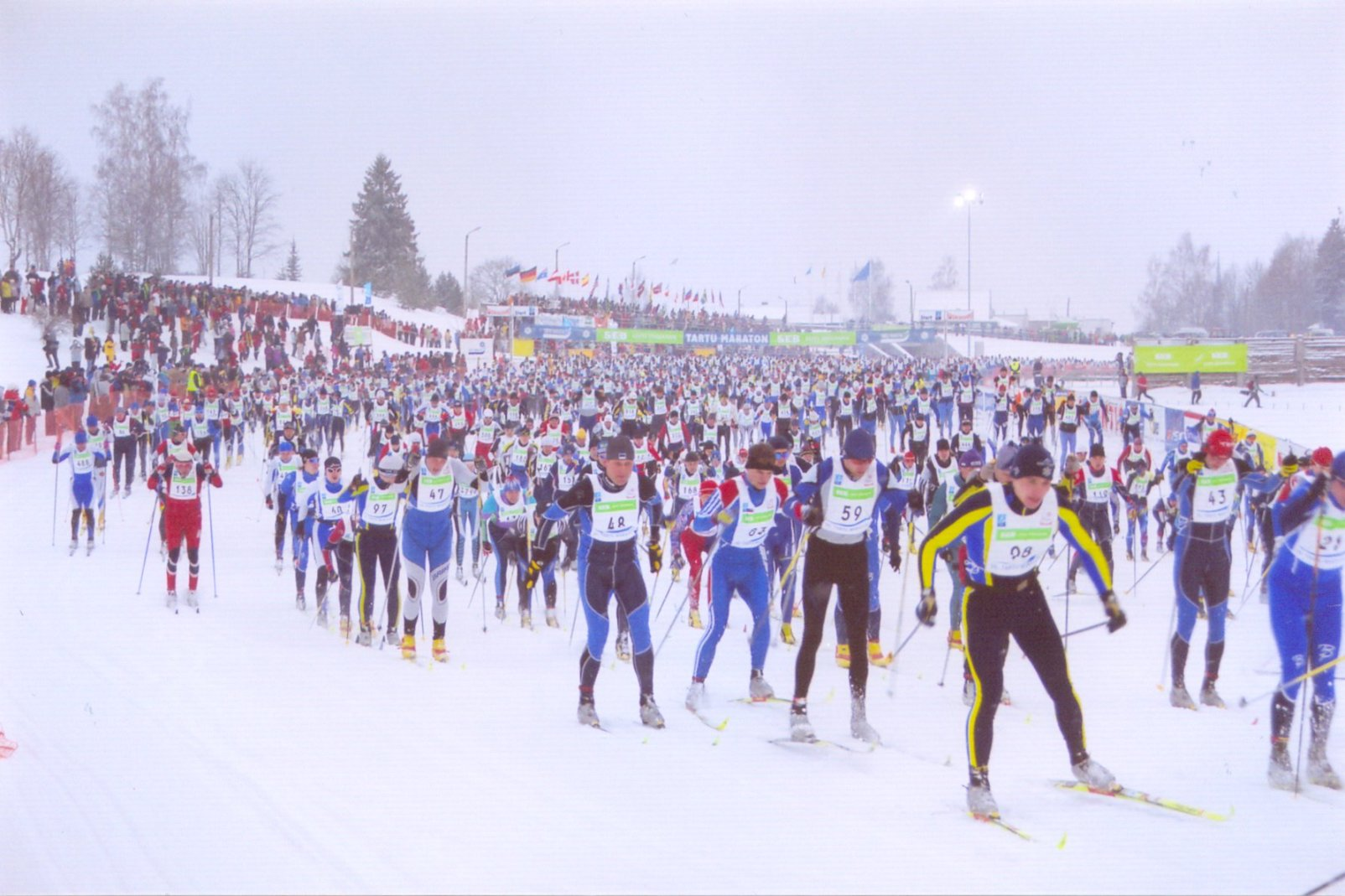

Лыжные гонки — циклический зимний вид спорта, в котором соревнуются по времени прохождения дистанции по специально подготовленной снежной трассе с использованием беговых лыж и лыжных палок. Официальные соревнования проводят на дистанциях длиной от 800 м до 70 км. Лыжные гонки входят в программу Зимних Олимпийских игр с 1924 года.
Впервые состязания в лыжном беге на скорость состоялись на территории современной Норвегии в 1767 году. Затем примеру норвежцев последовали шведы и финны, позже увлечение гонками возникло и в Центральной Европе. В конце XIX — начале XX века во многих странах появились национальные лыжные клубы. В 1924 году была создана Международная федерация лыжного спорта (FIS). В 2000 году FIS насчитывала 98 национальных федераций.

## Техника

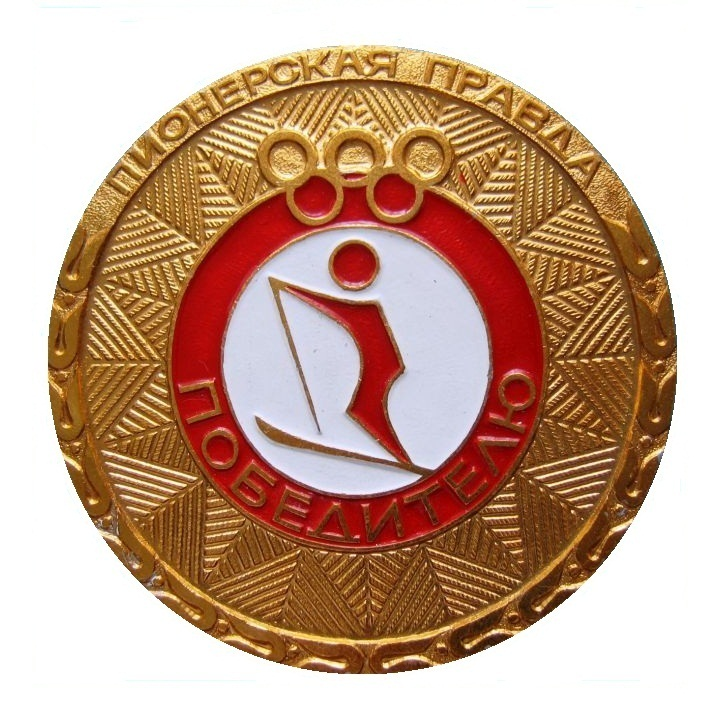
Медаль победителю всесоюзных лыжных соревнований пионеров и школьников на приз газеты «Пионерская правда»

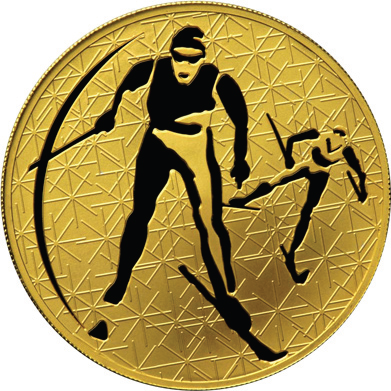
Монета ЦБ РФ

Основные стили передвижения на лыжах — «классический (равнинный) стиль» и «свободный (коньковый) стиль».

### Классический стиль
Первоначально к «классическому стилю» относятся те виды передвижения, при которых практически всю дистанцию лыжник проходит по предварительно подготовленной лыжне, состоящей из двух параллельных колей. «Классические» лыжные ходы разделяют по способу отталкивания палками на попеременные и одновременные. По числу шагов в одном цикле выделяют одновременно одношажный, попеременно двухшажный и бесшажный ходы.
Наиболее распространены попеременный двухшажный ход (применяется на подъёмных участках и отлогих склонах, а при очень хорошем скольжении — и на подъёмах средней крутизны (до 5°) и одновременный одношажный ход (применяется на равнинных участках, на отлогих подъёмах при хорошем скольжении, а также на уклонах при удовлетворительном скольжении).

### Свободный стиль
«Свободный стиль» подразумевает, что лыжник сам волен выбирать способ передвижения по дистанции, но поскольку «классический» ход уступает в скорости «коньковому», «свободный стиль» является, по сути, синонимом «конькового хода». Коньковые способы передвижения широко используются с 1981 года, когда финский лыжник Паули Сиитонен, которому тогда было уже за 40, впервые применил его в соревнованиях — в гонке на 55 км — и выиграл.
Наиболее распространены одновременный двухшажный коньковый ход (применяется как на равнинных участках, так и на подъёмах малой и средней крутизны) и одновременный одношажный коньковый ход (применяется при стартовом разгоне, на любых равнинах и пологих участках дистанции, а также на подъёмах до 10-13°).

### Преодоление подъёмов
Подъёмы могут преодолеваться либо одним из видов конькового хода, либо следующими способами: скользящим шагом (на подъёмах крутизной от 5° до 10°), ступающим шагом (от 10° до 15°), беговым шагом (15° и больше), «полуёлочкой», «ёлочкой», «лесенкой» (на соревнованиях не применяется), в отдельных случаях, когда подъём довольно резкий, применяется «ёлочка».

### Спуск
При спусках спортсмены применяют различные виды стоек, различающиеся углом сгиба коленей. В высокой стойке этот угол составляет 140—160°, для средней стойки угол сгиба коленей 120—140° (120—130° у варианта этой стойки, т. н. стойки «отдыха»), обе применяются на неровных склонах. А на ровных спусках применяется самая скоростная, низкая, стойка, для которой угол сгиба коленей меньше 120°.

### Торможение
Наиболее распространено торможение «плугом». При спуске наискось часто используется торможение упором. Для предотвращения травм при возникновении неожиданных препятствий на трассе иногда необходимо применять торможение падением, для которого также разработана своя, наиболее безопасная, техника выполнения.

### Поворот
Очень распространен на соревнованиях способ поворот переступанием, тогда как поворот «плугом» часто используется для крутых поворотов. Иногда применяются такие способы, как поворот упором, поворот из упора и поворот на параллельных лыжах.

## Основные виды лыжных гонок

### Марафон
К марафонским дистанциям в лыжном спорте относятся гонки на 50 км у мужчин и 30 км у женщин. При марафоне все спортсмены стартуют одновременно. При этом спортсмены с наилучшим рейтингом занимают наиболее выгодные места на старте. Итоговый результат совпадает с финишным временем спортсмена. Если спортсмен приходит последним к финишу, ему дают наименьший рейтинг.

### Соревнования с раздельным стартом
При раздельном старте спортсмены стартуют с определённым интервалом в определённой последовательности. Как правило интервал составляет 30 с (реже — 15 с или 1 мин). Последовательность определяется жеребьёвкой или текущим положением спортсменом в рейтинге (сильнейшие стартуют последними). Возможен парный раздельный старт. Итоговый результат спортсмена вычисляется по формуле «финишное время» минус «стартовое время».

### Соревнования с масс-стартом
При масс-старте все спортсмены стартуют одновременно. При этом спортсмены с наилучшим рейтингом занимают наиболее выгодные места на старте. Итоговый результат совпадает с финишным временем спортсмена.

### Гонки преследования
Гонки преследования (пасьют, англ. pursuit — преследование) представляют собой совмещённые соревнования, состоящие из нескольких этапов. При этом стартовое положение спортсменов на всех этапах (кроме первого) определяется по результатам предыдущих этапов. Как правило в лыжных гонках пасьют проходит в два этапа, один из которых спортсмены бегут классическим стилем, а другой — коньковым стилем.
Гонки преследования с перерывом проводятся в два дня, реже — с интервалом в несколько часов. Первая гонка проходит обычно с раздельным стартом. По её итоговым результатам определяется отставание от лидера для каждого из участников. Вторая гонка проходит с гандикапом, равным этому отставанию. Победитель первой гонки стартует первым. Итоговый результат гонки преследования совпадает с финишным временем второй гонки.
Гонка преследования без перерыва (скиатлон, до июня 2011 года — дуатлон, позже официально переименован лыжебежным Комитетом FIS) начинается с общего старта. После преодоления первой половины дистанции одним стилем спортсмены в специально оборудованной зоне меняют лыжи и сразу преодолевают вторую половину дистанции другим стилем. Итоговый результат гонки преследования без перерыва совпадает с финишным временем спортсмена.

### Эстафеты
В эстафетах соревнуются команды, состоящие из четырёх спортсменов (реже — трёх). Лыжные эстафеты состоят из четырёх этапов (реже — трёх). Эстафеты могут проходить одним стилем (все участники бегут свои этапы классическим или свободным стилем) или двумя стилями (1 и 2 этапы участники бегут классическим стилем, а 3 и 4 этапы — свободным стилем).
Эстафета начинается с масс-старта, при этом наиболее выгодные места на старте определяются жеребьёвкой, или же их получают команды, занявшие наиболее высокие места на предыдущих аналогичных соревнованиях. Передача эстафеты осуществляется касанием ладони любой части тела стартующего спортсмена своей команды, в то время как оба спортсмена находятся в зоне передачи эстафеты.
Итоговый результат эстафетной команды вычисляется по формуле «финишное время последнего члена команды» минус «стартовое время первого члена команды» (обычно равное нулю).

### Индивидуальный спринт
Соревнования по индивидуальному спринту начинаются с квалификации (пролог), которая организуется в формате раздельного старта. После квалификации отобранные спортсмены соревнуются в финалах спринта, которые проходят в виде забегов разного формата с масс-стартом из четырёх человек (изменяется). Количество спортсменов, отбираемых в финальные забеги, не превышает 30. Сначала проводятся четвертьфиналы, затем полуфиналы и, наконец, финал А. Таблица итоговых результатов индивидуального спринта формируется в таком порядке: результаты финала, участники полуфиналов, участники четвертьфиналов, не прошедшие квалификацию участники.

### Командный спринт
Командный спринт проводится как эстафета с командами, состоящими из двух спортсменов, которые поочередно сменяют друг друга, пробегая 3-6 кругов трассы каждый. При достаточно большом числе заявленных команд проводятся два полуфинала, из которых равное количество лучших команд отбирается в финал. Командный спринт начинается с масс-старта. Итоговый результат командного спринта вычисляется по правилам эстафеты.

## Соревнования

### Олимпийские игры
Крупнейшими международными соревнованиями в лыжных гонках являются зимние Олимпийские игры, проходящие раз в четыре года. Впервые лыжные гонки представлены на этих соревнованиях с 1924 года (женские старты начали проводиться лишь с 1952 года). Современная олимпийская лыжная программа включает в себя соревнования в скиатлоне, индивидуальном спринте, гонке с раздельным стартом, эстафете, командном спринте, масс-старте.

### Чемпионат мира
Вторыми по значимости соревнованиями в лыжных гонках является чемпионат мира по лыжным видам спорта проводимый Международной федерацией лыжного спорта с 1925 года среди мужчин и с 1954 года среди женщин. С 1924 по 1939 годы чемпионаты мира проводились ежегодно, в том числе в года с зимними Олимпийскими играми. После Второй мировой войны чемпионаты мира проводились каждые четыре года с 1950 по 1982 год. С 1985 года чемпионаты мира проводятся в нечетные года.
Мероприятия Международной федерацией лыжного спорта включают:
- Чемпионат мира по лыжным видам спорта (также включая прыжки с трамплина и лыжное двоеборье)
- Кубок мира по лыжным гонкам — ежегодное соревнование по лыжным гонкам, проходит с октября по март. Результаты спортсменов в отдельных гонках выражаются в баллах, по сумме которых в итоге определяются победители в нескольких дисциплинах среди мужчин и женщин.
- Тур де Ски — многодневная лыжная гонка, проводится в конце декабря — начале января, является особой частью Кубка мира.
- Чемпионат мира по лыжным видам спорта среди юниоров

### Континентальный кубок ФИС
Континентальный кубок ФИС — серия соревнований для спортсменов, выступающих вне Кубка мира по лыжным гонкам. Проводятся с 1996 года. КК разделен на 9 регионов (Балканский, Восточно-Европейский, Азиатский, Североамериканский, Центрально-Европейский, Скандинавский, Супер тур США, Славянский, регион Австралии и Новой Зеландии).
- Alpen Cup
- Australia/New Zealand Cup
- Balkan Cup
- Кубок Восточной Европы по лыжным гонкам
- Far East Cup
- Nor-Am Cup
- Scandinavian Cup
- Slavic Cup
- US SuperTour

### Лыжные марафоны
Лыжный марафон — это забег на длинные дистанции, обычно протяженностью более 40 километров. В крупных марафонах принимают участие более 10 000 участников. Старты на данных марафонах делятся на группы, где первыми стартуют профессиональные лыжники, после любители. Лыжники могут использовать как классическую технику, так и технику конькового хода, в зависимости от правил гонки. Награды обычно присуждаются по занятым местам, по полу спортсмена и по возрастным категориям. Существуют две основные марафонские серии: Visma Ski Classics и Worldloppet.
- Visma Ski Classics — это международное соревнование по лыжным гонкам на длинные дистанции среди профессиональных команд, которое проводится в Европе. Впервые проведено в январе 2011 года. По состоянию на лыжный сезон 2015—2016, тур состоял из десяти соревнований.
- Worldloppet — международная федерация лыжных марафонов, основанная в 1978 году в Уппсале (Швеция). На 2015 год федерация объединяет в себе 20 гонок в Европе, Америке, Азии и Океании. Целью федерации является популяризация лыжных гонок через проведение соревнований по всему миру.

### Паралимпийские игры
Лыжные гонки на зимних Паралимпийских играх — это адаптация лыжных гонок для спортсменов с ограниченными возможностями. Лыжные гонки классическим стилем были включены в программу I зимних Паралимпийских игр в Эрншельдсвике (Швеция) в 1976 году. Паралимпийские лыжные гонки — одна из двух лыжных дисциплин зимних Паралимпийских игр наряду с биатлоном. Соревнования регулируются Международным паралимпийским комитетом. Паралимпийские лыжные гонки включают соревнования стоя, сидя (для инвалидов-колясочников) и соревнования для спортсменов с нарушениями зрения в соответствии с правилами Международного паралимпийского комитета.

### Соревнования в России
В России соревнования проводятся Федерацией лыжных гонок России. Первый чемпионат страны прошёл в 1910 году. Женщин к участию в этих соревнованиях допустили в 1921 году.
- Кубок России по лыжным гонкам
- Чемпионат России по лыжным гонкам

## Длина дистанции
На официальных соревнованиях длина дистанции колеблется от 800 м до 70 км. При этом одна дистанция может состоять из нескольких кругов.
| Формат гонки                      | Длина дистанции (км)      |
| --------------------------------- | ------------------------- |
| Соревнования с раздельным стартом | 3, 5, 7.5, 10, 15, 30, 50 |
| Соревнования с масс-стартом       | 10, 15, 30, 50, 70        |
| Гонки преследования               | 5, 7.5, 10, 15            |
| Эстафеты (длина одного этапа)     | 2.5, 5, 7.5, 10           |
| Индивидуальный спринт (мужчины)   | 1÷1.4                     |
| Индивидуальный спринт (женщины)   | 0.8÷1.2                   |
| Командный спринт (мужчины)        | 2×(3÷6) 1÷1.6             |
| Командный спринт (женщины)        | 2×(3÷6) 0.8÷1.4           |

## Финиш лыжной гонки
При использовании ручного отсчёта времени, финишное время фиксируется в момент, когда нога спортсмена, которая находится впереди, пересекает финишную линию.
При использовании системы электронного отсчёта времени, время фиксируется, когда прерывается контакт. Точка замера светового или фото-барьера должна располагаться на высоте 25 см над поверхностью снега.